# Mikel Izal
Mikel Izal Luzuriaga (Pamplona, Navarra, 3 de junio de 1982) es un cantante español, vocalista y compositor del grupo de pop-rock independiente IZAL. Tras la disolución del mismo en 2022, inició su carrera en solitario.

## Primeros años
Nacido en Pamplona, creció en Vitoria desde los 9 años. A partir de los 13 años empieza a componer con ayuda de sintetizadores de software. Fue al llegar a la universidad, sobre los 17 o 18 años cuando ya empieza a usar su guitarra como instrumento de composición. Estudió ingeniería de telecomunicaciones y tras trabajar cuatro años de oficina en oficina en Madrid junto al primer guitarra, el vitoriano Juanfran Mozo “Kako”, Izal decidió empezar a dar sus primeros pasos musicales, realizando maquetas y tocando en algunos locales, componiendo y grabando dos maquetas con unos dieciséis temas en inglés de estilo pop-rock. Graba una tercera maqueta en el 2005, ya en castellano.
Desde agosto del 2007, a raíz de su primer concierto en Madrid en julio del 2007 empieza a darse a conocer. Graba una cuarta maqueta con los últimos temas compuestos, ya mucho más próximos a la canción de autor que al pop y consigue en apenas seis meses tocar regularmente en algunas de las salas más importantes del circuito madrileño como Libertad 8 y Búho Real.

## IZAL (2010-2022)
La historia del grupo IZAL comienza cuando Mikel conoce a Emanuel Pérez en la Bienal de Jóvenes Creadores de Europa, en 2009. Allí le contó que estaba formando un grupo orientado hacia el pop y el rock. A su regreso a Madrid grabaron “Teletransporte”, su primer EP, y comenzaron a buscar otros integrantes para el grupo. Después de varios cambios en la agrupación, se conforma de manera definitiva en 2010 junto a Alejandro Jordá, Emanuel Pérez, Alberto Pérez e Iván Mella
“Teletransporte” fue un EP importante en los inicios de Izal. Fue producido por Miguel Pino y contó con la colaboración de reconocidos músicos, como Tony Pagés y Javer Martin. Gracias a este primer trabajo lograron presentarse en más de 60 conciertos en toda España, incluyendo el festival de “Sonorama”. Este fue transmitido por varios medios, entre ellos: 40TV, Hit TV y Sol Música. 
En 2012 editan su primer álbum de larga duración, titulado Magia y efectos especiales, producido de forma independiente. Luego de obtener el premio a Grupo Revelación en los Premios de la Música Independiente de 2013, el conjunto editó Agujeros de gusano, obteniendo un considerable reconocimiento crítico y comercial por tratarse de un trabajo autogestionado. Tras confirmar sus credenciales en 2015 con Copacabana, Izal celebró su actualidad con la edición de un álbum en vivo grabado en 2017 en el Palacio de los Deportes de Madrid. La gira Autoterapia le siguió en 2018.

## Carrera en solitario (2023-actualidad)
A finales de 2022, IZAL anunció su disolución, iniciando Mikel Izal su carrera en solitario. En enero de 2023 avanzó que se encontraba ya trabajando en su primer álbum, que publicó en noviembre de 2023, llamado El miedo y el paraíso.